# 短颖马唐
短颖马唐（学名：Digitaria microbachne），为禾本科马唐属下的一个植物种。